# Івашинцев Микола Олексійович
Івашинцев Микола Олексійович (1819—1871) — російський контр-адмірал, гідрограф, учасник Туркестанських походів.
Походив із дворян Буйського повіту Костромської губернії.

Здобув освіту в Морському кадетському корпусі і в офіцерському класі, 30 січня 1836 року залишено при корпусі викладачем морських і математичних наук, в 1837 році отримав звання мічмана.
У 1846—1847 роках був вахтовим начальником пароплава «Відважний». Прикомандирований в 1848 році до гідрографічного департаменту Морського міністерства під керівництвом відомого гідрографа Рейнеке до 1853 року брав участь щорічно в роботах по зйомці Балтійського моря і редагував «Морський календар», який видавався тоді гідрографічним департаментом.
22 березня 1853 в чині капітан-лейтенанта був відряджений в розпорядження Оренбурзького генерал-губернатора В. А. Перовського, брав участь у штурмі кокандської фортеці Ак-Мечеть і отримав орден Св. Володимира 4-го ступеня з бантом, в 1855 році нагороджений орденом Св . Анни 2-го ступеня з імператорською короною. З 1856 року приступив до досліджень Каспійського моря, в якості начальника експедиції, що тривала 15 років, на багатьох пунктах моря справив астрономічні і магнітні спостереження, досліджував рельєф дна і наніс на карту берегову лінію. 13 вересня 1857 підвищений до звання капітана 2-го рангу, 17 квітня 1860 року одержав чин капітана 1-го рангу, 23 квітня 1862 нагороджений орденом Св. Володимира 3-го ступеня з мечами.
У 1866 році був обраний членом-кореспондентом Санкт-Петербурзької Академії наук. У 1867 році призначений членом навчального відділення Морського технічного комітету. У 1869 році отримав звання контр-адмірала. Він був членом Імператорського Російського Географічного Товариства і в 1864 році був удостоєний від нього за свою працю Костянтинівської премії.